# イギリス鉄道803形電車
803形（Class 803）は日立製作所が製造するイギリスの高速列車用電車である。2021年に新たに運行を開始したイースト・コースト本線のオープンアクセス事業者ルモによって5両編成5本が運行されている。A-trainファミリーのうちAT-300シリーズに属する。

## 沿革
ロンドンとスコットランドを結ぶイースト・コースト本線においてオープンアクセス事業者に運行枠を与えるとした鉄道道路庁（英語版）の発表を受け、ファーストグループは2015年にオープンアクセス列車の運行計画を提出した。既存の交通手段に対抗するためにすべての車両を普通車とし、ロンドン～エディンバラ間を運賃約25ポンドで結ぶとした。この計画は2016年5月に承認され、2021年5月に運行を開始することとなった。
2019年3月にファーストグループは日立製作所にA-trainファミリーの新型車両5両編成5本を発注したと発表した。これらはイースト・コースト本線のフランチャイズ事業者であるロンドン・ノース・イースタン・レールウェイによって運行されている801形に似たAT-300シリーズの電車であるが、電車でありながら非常用に発電機を編成あたり1台搭載した801形と異なりディーゼルエンジンは搭載しない。このため、停電時に走行することはできないが、車内設備が維持できるよう蓄電池を搭載している。2019年11月にはこの新型車両の形式が803形となることが発表された。
2021年10月25日、ルモの営業開始と同時に803形が営業運転を開始した。

## 編成
編成中の全車両が普通車である。
| 形式  | 運行事業者                     | 編成両数 | 製造本数 | 登場   | 編成番号    |
| ----- | ------------------------------ | -------- | -------- | ------ | ----------- |
| 803形 | イースト・コースト・トレインズ | 5両      | 5本      | 2021年 | 803001～005 |